# Nipponapterocis inermis
Nipponapterocis inermis is een keversoort uit de familie houtzwamkevers (Ciidae). De wetenschappelijke naam van de soort werd in 1995 gepubliceerd door Kawanabe.